# Синтиум
В Европа, включително България, Синтиум (Syntium) е линия синтетични моторни масла от най-висок клас, произвеждана от концерна Петронас (Petronas) в рафинерии, разположени на територията на ЕС (Италия, Испания и Белгия).

## Syntium за автомобили
Syntium Auto е висококачествена линия синтетични моторни масла за автомобили, родена от технологичното партньорство между Petronas Lubricants International и Mercedes AMG Petronas Formula 1 Team. Те са произведени от най-качествените базови масла и адитиви в света, проектирани са за най-тежките възможни терени и пътни условия, а за финал са тествани в адското натоварване на Формула 1 от асовете Михаел Шумахер, Нико Розберг и Люис Хамилтън. Маслата от линията Syntium Auto имат одобрения от Mercedes-Benz, BMW, VW, Porsche и др. водещи производители на автомобили и сa силно препоръчителни за употреба в тунингованите AMG двигатели на Mercedes.

## Syntium за мотоциклети
Syntium Moto с технология DualTech™ e висококачествена линия синтетични моторни масла, предназначени за последното поколение четиритактови и вутактови двигатели на мотоциклети, скутери, ATV и мотопеди. В гамата на Syntium Moto има продукти, разработени специално за японски мотори, а останалите са почти универсални, покриващи и надхвърлящи изискванията на всички основни европейски и американски производители.

## Syntium заФормула 1
Специална формула на Syntium e разработена за болидите на Mercedes AMG Petronas Formula 1 Team.

## Syntium извън Европа
На територията на Малайзия марката се прилага върху други продукти, предназначени за вътрешния пазар. Те се различават коренно от европейските масла Syntium както по опаковка, така и по състав и не се внасят на територията на ЕС.